# No Remorse Records (griechisches Musiklabel)
No Remorse Records ist ein Plattenlabel aus Athen, der Hauptstadt Griechenlands, das vor allem Künstler aus Genres des Heavy Metal verlegt. Auf Discogs ist für das Werk mit der Katalognummer NNR 001 das Jahr 2009 angegeben. Das Label veröffentlicht auch Wiederauflagen von alten Titeln aus den 1980er Jahren.

## Bands, die unter dem Label veröffentlichten (Auswahl)
- Accu§er
- ADX
- Angel Dust
- Axehammer
- Blacksmith
- Coroner
- Crimson Fire
- Crying Steel
- Der Kaiser
- Doomsword
- Emerald
- Ereb Altor
- Eternal Champion
- Fact
- Heir Apparent
- Hitten
- Hittman
- Holocaust
- Jack Starr’s Burning Starr
- Jacob’s Dream
- Jag Panzer
- Le Griffe
- Lord Vigo
- Mad Butcher
- Maltese Falcon
- Marshall Law
- Masters of Metal
- Mendes Prey
- Memory Garden
- Messiah Force
- Northwind
- Omen
- Paradox
- Praying Mantis
- Q5
- Quiet Riot
- Savage Grace
- Solstice
- Titan Force
- Twisted Tower Dire
- Viper
- Virgin Steele
- Virtue
- Warlord
- Xero